# 2011-es műkorcsolya- és jégtánc-Európa-bajnokság
A 2011-es műkorcsolya- és jégtánc-Európa-bajnokság a 103. alkalommal megrendezett kontinensviadal volt. 

A versenyt 2011. január 24. és január 30. között rendezték meg a berni PostFinance Arénában.

## Kvalifikáció
A 2011-es évtől kezdve új nevezési rendszert vezettek be, melyben megkülönböztetik a közvetlen nevezéseket és a selejtezőkre való nevezéseket. A selejtezők során a férfiak közül az első 11, a nők közül az első 10, valamint a jégtáncosok közül a legjobb 8 páros jut tovább és mutathatják be rövid programjukat illetve rövid táncukat. A rövid programból egyéniben a legjobb 24 versenyző, jégtáncosok közül a legjobb 20 páros mutathatja be a kűrjét.
A következő országok indíthatnak 2, vagy annál több versenyzőt az előző évi verseny alapján:
| Indulók | Férfiak                                                                                     | Nők                                                      | Páros                                                              | Jégtánc                                                              |
| ------- | ------------------------------------------------------------------------------------------- | -------------------------------------------------------- | ------------------------------------------------------------------ | -------------------------------------------------------------------- |
| 3       | Franciaország · Svájc                                                                       | Finnország · Olaszország                                 | Németország · Oroszország                                          | Olaszország · Oroszország                                            |
| 2       | Belgium · Csehország · Németország · Olaszország · Oroszország · Spanyolország · Svédország | Észtország · Grúzia · Magyarország · Oroszország · Svájc | Franciaország · Olaszország · Svájc · Ukrajna · Egyesült Királyság | Franciaország · Magyarország · Izrael · Ukrajna · Egyesült Királyság |

## Hivatalos program
| Időpont               | Esemény                                                     |
| --------------------- | ----------------------------------------------------------- |
| Január 23., vasárnap  | 1. hivatalos gyakorlás                                      |
| Január 24., hétfő     | 12:00 jégtánc, selejtező: kűr 16:00 férfiak, selejtező: kűr |
| Január 25., kedd      | 10:00 nők, selejtező: kűr                                   |
| Január 26., szerda    | 14:30 jégtánc, rövid program 19:30 páros: rövid program     |
| Január 27., csütörtök | 14:00 férfiak: rövid program 19:30 páros: kűr               |
| Január 28., péntek    | 14:00 nők: rövid program 19:15 jégtánc: rövid program       |
| Január 29., szombat   | 13:00 nők: kűr 18:30 férfiak: kűr                           |
| Január 30., vasárnap  | 14:30 gála                                                  |

## A versenyen részt vevő országok
| - Ausztria - Belgium - Bosznia-Hercegovina - Bulgária - Csehország - Dánia - Egyesült Királyság - Észtország - Fehéroroszország - Finnország - Franciaország - Görögország | - Grúzia - Hollandia - Horvátország - Írország - Izrael - Lengyelország - Litvánia - Luxemburg - Magyarország - Monaco - Németország - Norvégia | - Olaszország - Oroszország - Románia - Spanyolország - Svájc - Svédország - Szerbia - Szlovákia - Szlovénia - Törökország - Ukrajna |

## Eredmények

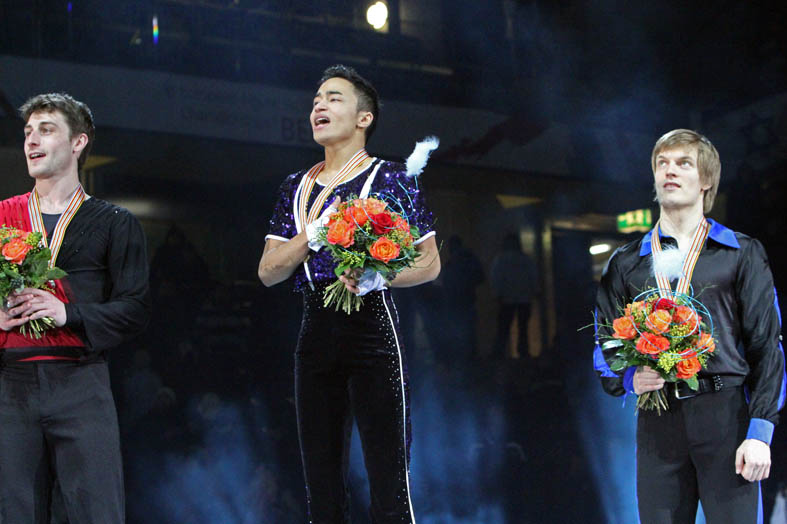
A férfi verseny érmesei

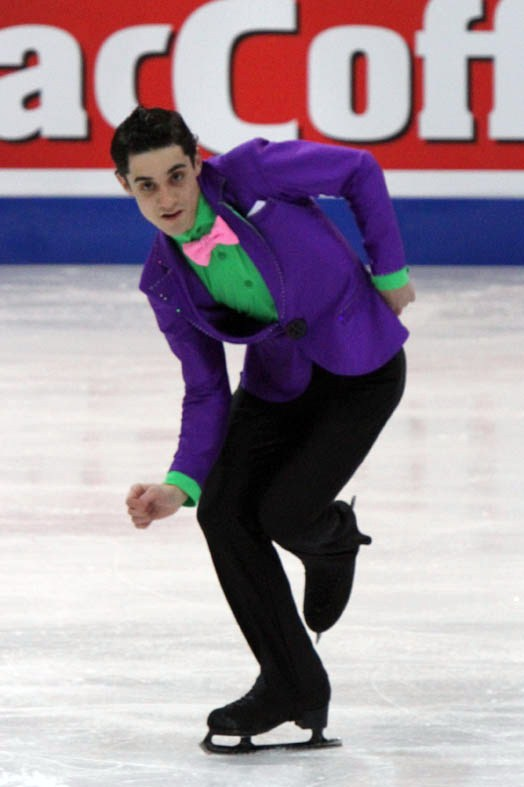
A spanyol Javier Fernández

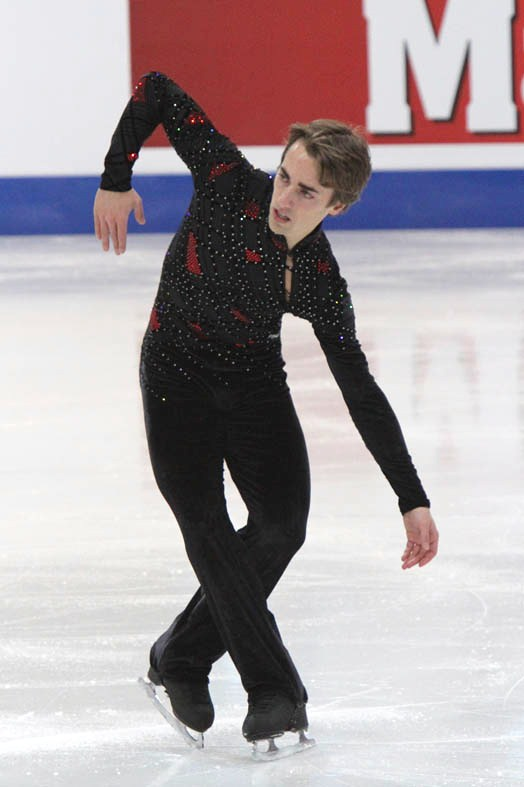
Az olasz Paolo Bacchini

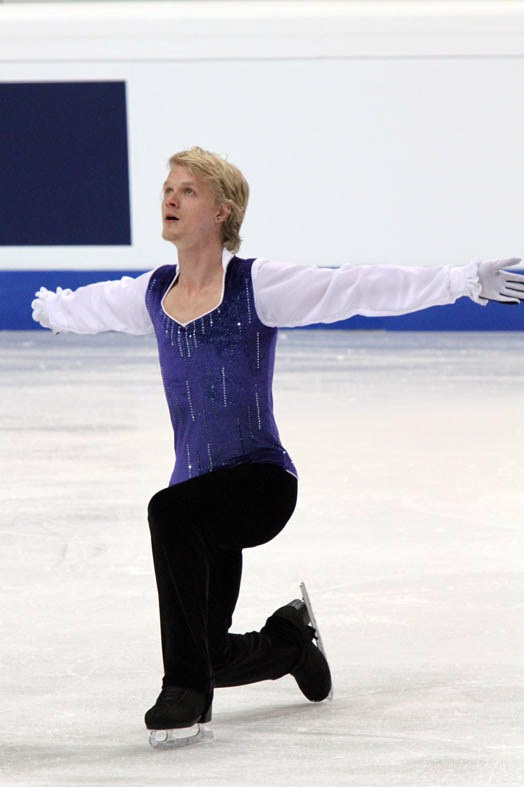
A svéd Adrian Schultheiss

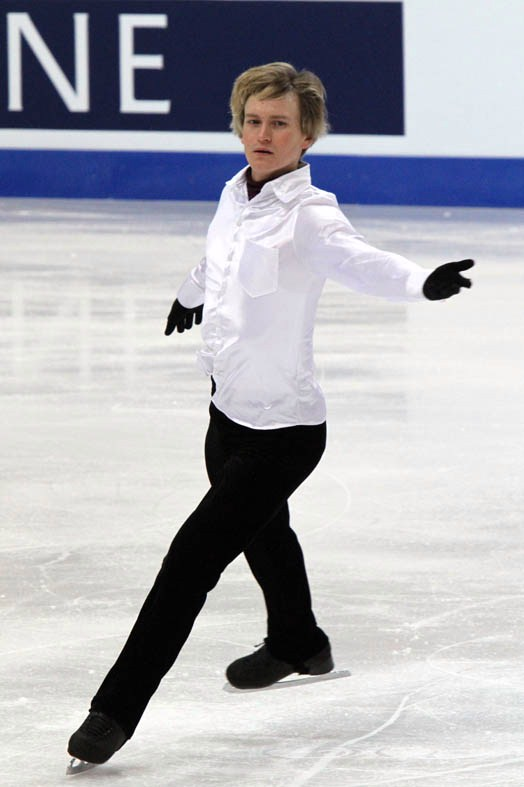
A svéd Kristoffer Berntsson

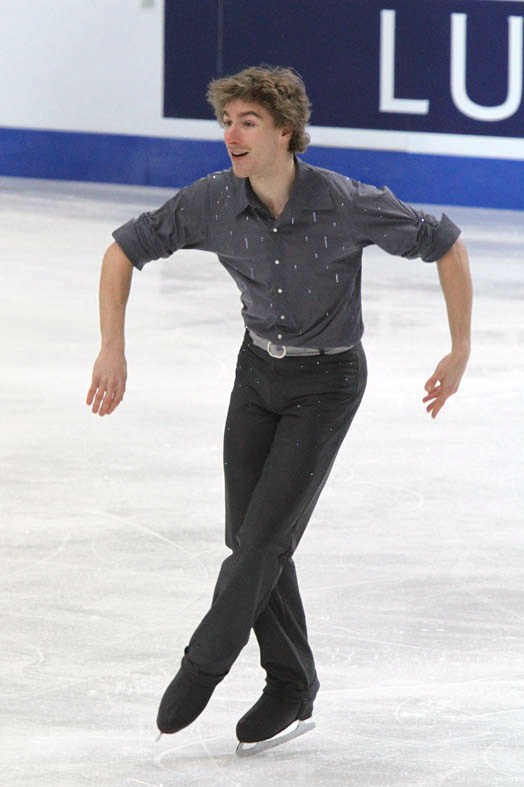
A monacói színekben induló Kim Lucine

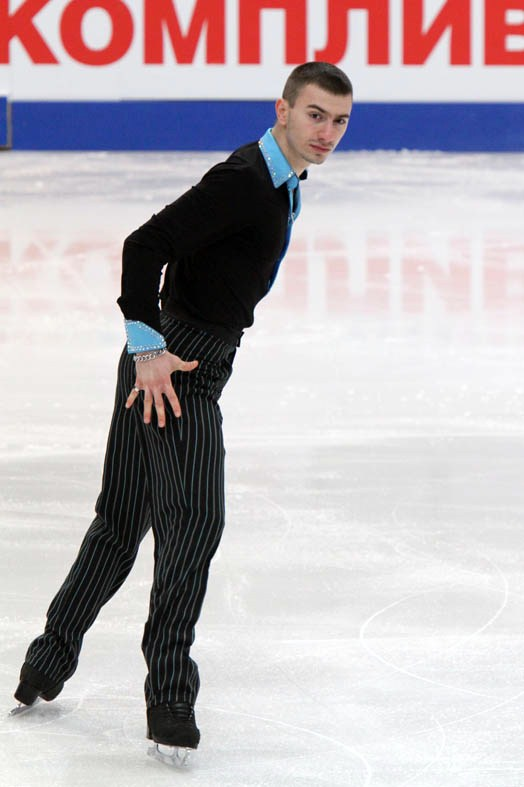
A magyar színekben induló Vardanjan Tigran

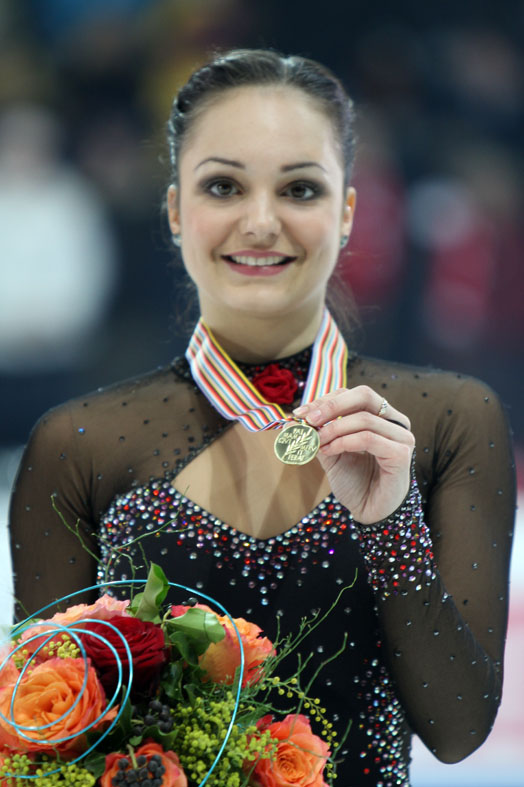
Az aranyérmes Sarah Meier

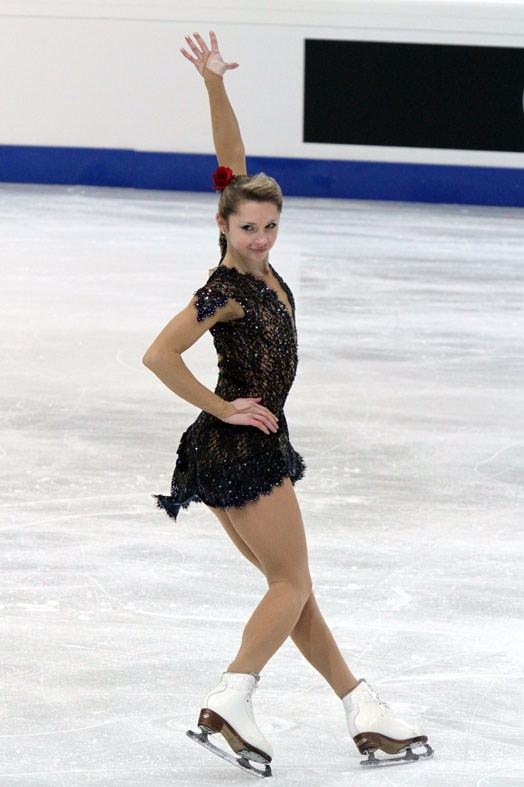
Az orosz Kszenyija Makarova

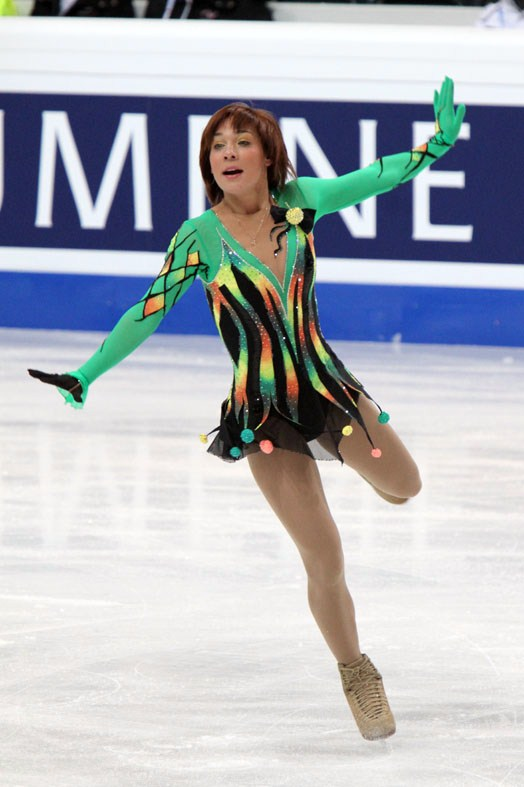
Az orosz Aljona Leonova

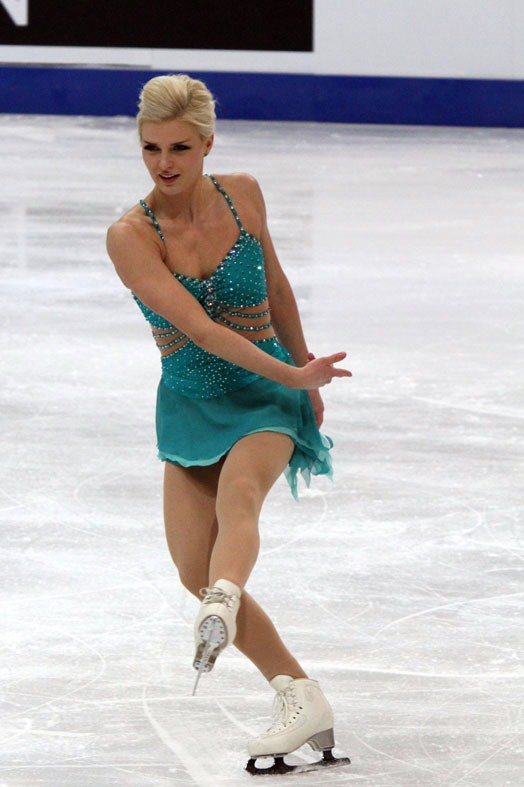
A svéd Viktoria Helgesson

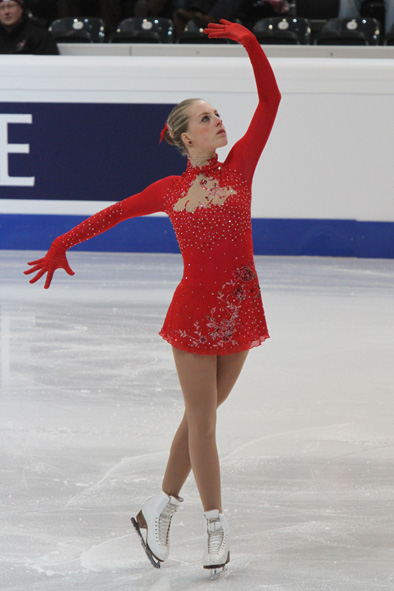
A belga Ira Vannut

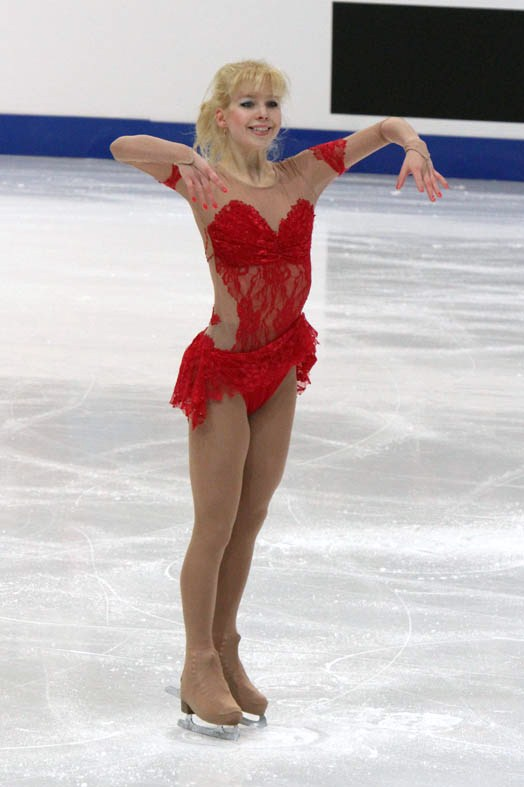
A magyar Pavuk Viktória

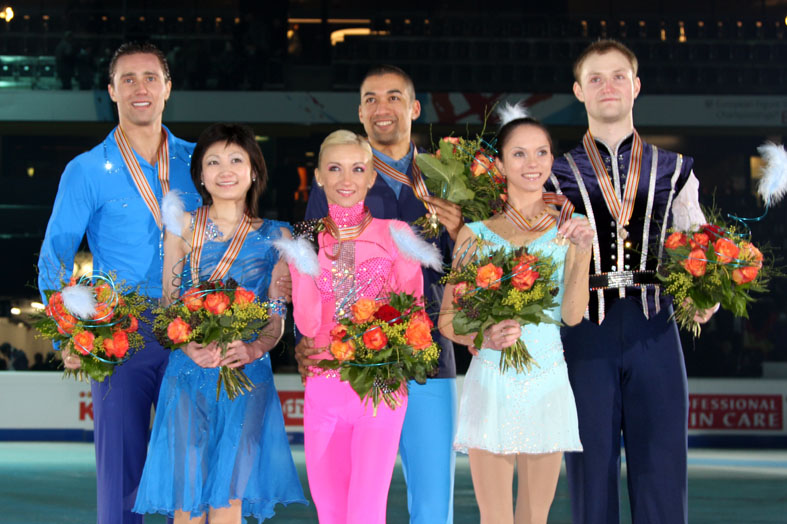
A páros verseny érmesei

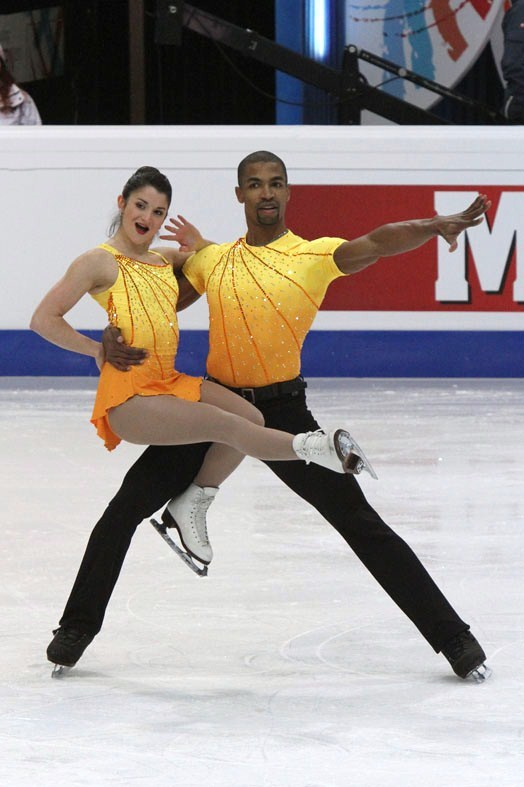
A francia Adeline Canac és Yannick Bonheur

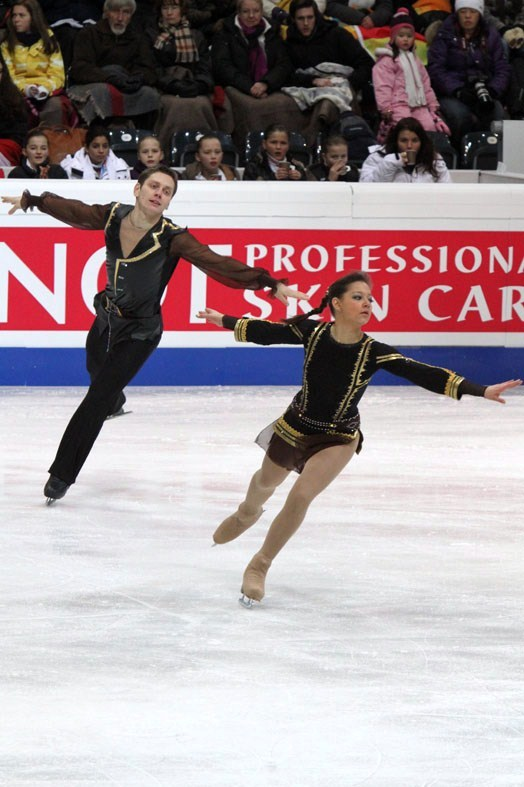
A fehérorosz Ljubov Bakirova és Mikalaj Kamjancsuk

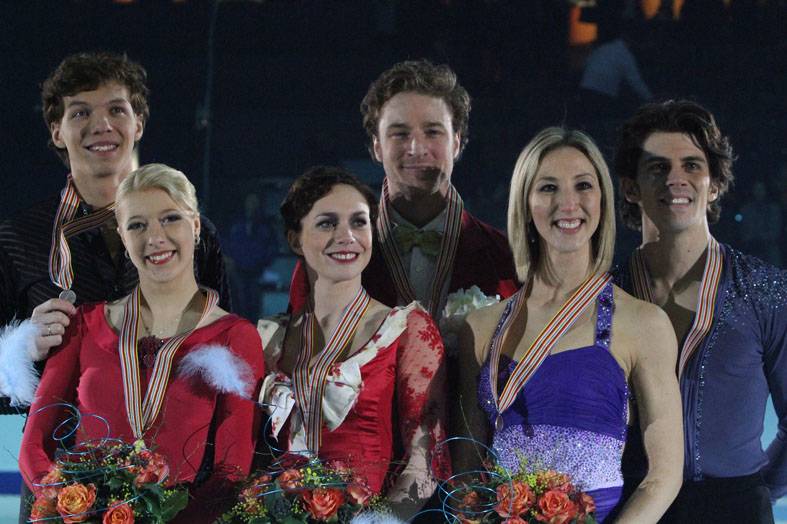
A jégtáncos mezőny érmesei

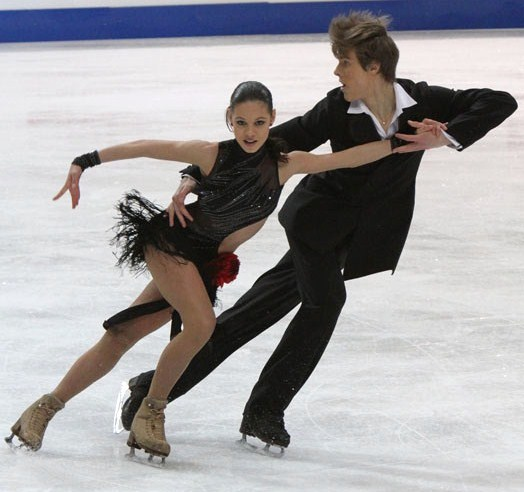
Az orosz Jelena Iljinih és Nyikita Kacalapov

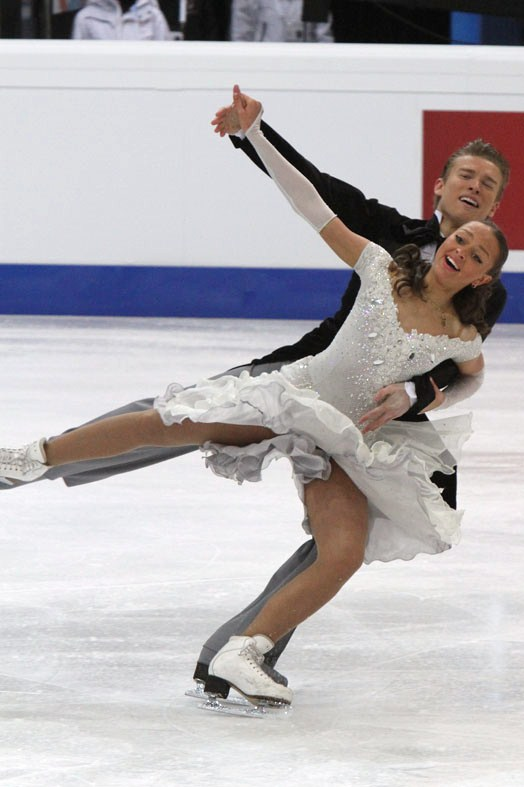
Az orosz Jekatyerina Rjazanova és Ilja Tkacsenko

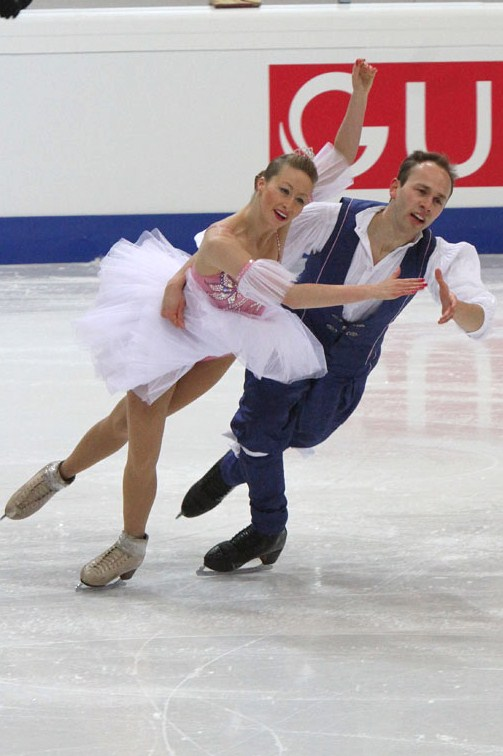
A német Nelli Zhiganshina és Alexander Gazsi

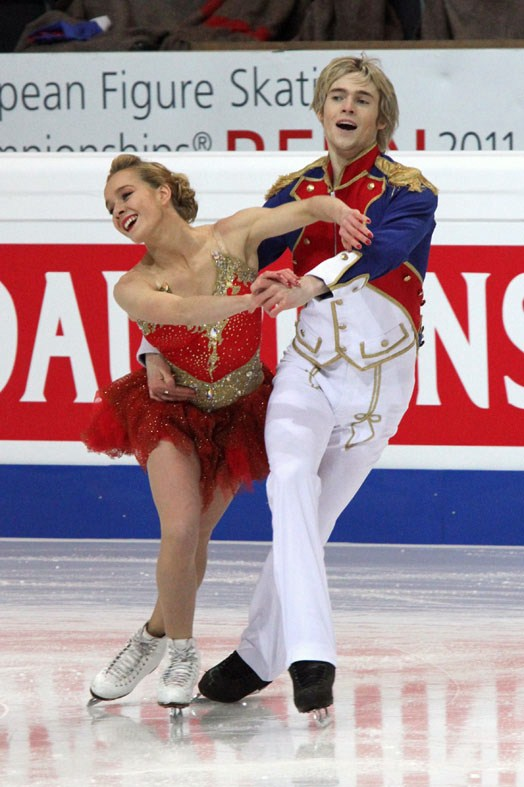
A francia Pernelle Carron és Lloyd Jones

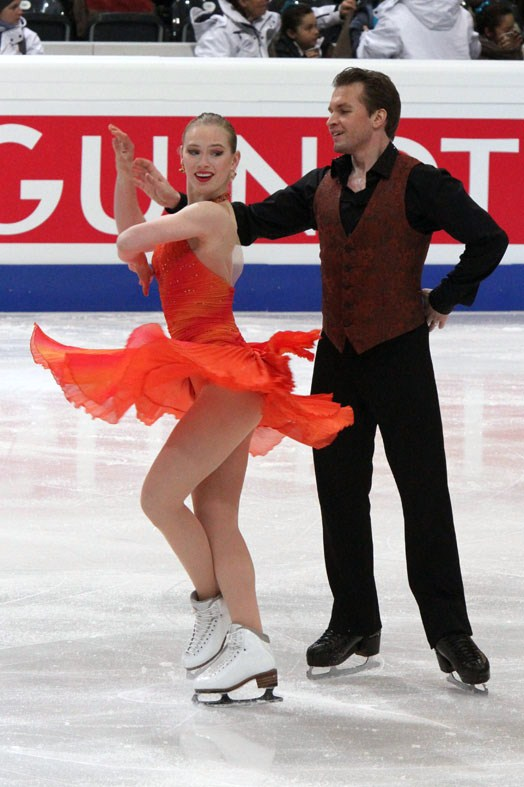
Az ukrán Sziobhan Heekin-Canedy és Olekszandr Sakalov

### Férfiak
| #                                    | Versenyző             | Ország              | Pont   | RP       | K         |
| ------------------------------------ | --------------------- | ------------------- | ------ | -------- | --------- |
| 1                                    | Florent Amodio        | Franciaország       | 226.86 | 1 78.11  | 3 148.75  |
| 2                                    | Brian Joubert         | Franciaország       | 223.01 | 7 70.44  | 1 152.57  |
| 3                                    | Tomáš Verner          | Csehország          | 222.60 | 5 72.91  | 2 149.69  |
| 4                                    | Kevin Van der Perren  | Belgium             | 216.59 | 4 73.61  | 5 142.98  |
| 5                                    | Artur Gacsinszkij     | Oroszország         | 216.07 | 3 73.76  | 6 142.31  |
| 6                                    | Samuel Contesti       | Olaszország         | 204.88 | 6 72.78  | 9 132.10  |
| 7                                    | Konsztantyin Menysov  | Oroszország         | 202.62 | 14 58.82 | 4 143.80  |
| 8                                    | Michal Březina        | Csehország          | 201.39 | 2 76.13  | 10 125.26 |
| 9                                    | Javier Fernández      | Spanyolország       | 199.65 | 11 60.48 | 7 139.17  |
| 10                                   | Alban Préaubert       | Franciaország       | 196.15 | 10 63.77 | 8 132.38  |
| 11                                   | Peter Liebers         | Németország         | 189.00 | 9 64.53  | 11 124.47 |
| 12                                   | Paolo Bacchini        | Olaszország         | 178.34 | 12 59.39 | 13 118.95 |
| 13                                   | Adrian Schultheiss    | Svédország          | 178.19 | 15 58.36 | 12 119.83 |
| 14                                   | Kristoffer Berntsson  | Svédország          | 172.58 | 8 66.62  | 21 105.96 |
| 15                                   | Anton Kovaljovszkij   | Ukrajna             | 169.33 | 19 53.47 | 14 115.86 |
| 16                                   | Jorik Hendrickx       | Belgium             | 168.39 | 13 59.14 | 19 109.25 |
| 17                                   | Kim Lucine            | Monaco              | 167.97 | 20 52.56 | 15 115.41 |
| 18                                   | Viktor Pfeifer        | Ausztria            | 164.83 | 17 55.70 | 20 109.13 |
| 19                                   | Javier Raya           | Spanyolország       | 164.68 | 21 51.98 | 17 112.70 |
| 20                                   | Denis Wieczorek       | Németország         | 163.60 | 22 50.62 | 16 112.98 |
| 21                                   | Zoltán Kelemen        | Románia             | 160.50 | 23 50.38 | 18 110.12 |
| 22                                   | Laurent Alvarez       | Svájc               | 159.45 | 16 56.64 | 23 102.81 |
| 23                                   | Maxim Shipov          | Izrael              | 158.28 | 18 53.99 | 22 104.29 |
| 24                                   | Stéphane Walker       | Svájc               | 137.64 | 24 49.74 | 24 87.90  |
| Nem mutathatták be kűrjüket          |                       |                     |        |          |           |
| 25                                   | Maciej Cieplucha      | Lengyelország       | 49.33  | 25       |           |
| 26                                   | Moris Pfeifhofer      | Svájc               | 46.93  | 26       |           |
| 27                                   | Ali Demirboga         | Törökország         | 42.09  | 27       |           |
| 28                                   | Justus Strid          | Dánia               | 41.84  | 27       |           |
| Nem mutathatták be rövidprogramjukat |                       |                     |        |          |           |
| 29                                   | David Richardson      | Egyesült Királyság  |        |          |           |
| 30                                   | Vardanjan Tigran      | Magyarország        |        |          |           |
| 31                                   | Damjan Ostojič        | Bosznia-Hercegovina |        |          |           |
| 32                                   | Jakub Strobl          | Szlovákia           |        |          |           |
| 33                                   | Valtter Virtanen      | Finnország          |        |          |           |
| 34                                   | Saulius Ambrulevičius | Litvánia            |        |          |           |
| 35                                   | Miheil Karaliuk       | Fehéroroszország    |        |          |           |
| 36                                   | Boyito Mulder         | Hollandia           |        |          |           |
| 37                                   | Georgi Kencsadze      | Bulgária            |        |          |           |
| VL                                   | Viktor Romanenkov     | Észtország          |        |          |           |

### Nők
| #                                    | Versenyző            | Ország             | Pont   | RP       | K        |
| ------------------------------------ | -------------------- | ------------------ | ------ | -------- | -------- |
| 1                                    | Sarah Meier          | Svájc              | 170.60 | 3 58.56  | 2 112.04 |
| 2                                    | Carolina Kostner     | Olaszország        | 168.54 | 6 53.17  | 1 115.37 |
| 3                                    | Kiira Korpi          | Finnország         | 166.40 | 1 63.50  | 4 102.90 |
| 4                                    | Kszenyija Makarova   | Oroszország        | 162.04 | 2 60.35  | 5 101.69 |
| 5                                    | Aljona Leonova       | Oroszország        | 154.31 | 13 48.40 | 3 105.91 |
| 6                                    | Viktoria Helgesson   | Svédország         | 151.66 | 4 54.70  | 7 96.96  |
| 7                                    | Ira Vannut           | Belgium            | 150.66 | 10 50.90 | 6 99.76  |
| 8                                    | Elene Gedevanisvili  | Grúzia             | 147.96 | 5 53.68  | 8 94.28  |
| 9                                    | Maé Bérénice Méité   | Franciaország      | 138.74 | 7 51.61  | 10 87.13 |
| 10                                   | Valentina Marchei    | Olaszország        | 137.44 | 8 51.24  | 14 86.20 |
| 11                                   | Sarah Hecken         | Németország        | 137.43 | 9 51.12  | 12 86.31 |
| 12                                   | Sonia Lafuente       | Spanyolország      | 135.82 | 11 49.10 | 11 86.72 |
| 13                                   | Gerli Liinamäe       | Észtország         | 133.73 | 16 44.07 | 9 89.66  |
| 14                                   | Jenna McCorkell      | Egyesült Királyság | 132.15 | 12 48.65 | 15 83.50 |
| 15                                   | Juulia Turkkila      | Finnország         | 131.38 | 14 45.17 | 13 86.21 |
| 16                                   | Romy Bühler          | Svájc              | 122.33 | 15 44.42 | 17 77.91 |
| 17                                   | Karina Johnson       | Dánia              | 121.63 | 24 38.30 | 16 83.33 |
| 18                                   | Svetlana Issakova    | Észtország         | 118.44 | 18 42.30 | 18 76.14 |
| 19                                   | Pavuk Viktória       | Magyarország       | 112.70 | 19 42.18 | 21 70.52 |
| 20                                   | Daša Grm             | Szlovénia          | 112.54 | 21 38.97 | 20 73.57 |
| 21                                   | Alice Garlisi        | Olaszország        | 112.36 | 22 38.79 | 19 73.57 |
| 22                                   | Fleur Maxwell        | Luxemburg          | 110.59 | 17 43.64 | 24 66.95 |
| 23                                   | Hrisztina Vasszileva | Bulgária           | 106.79 | 20 39.11 | 22 67.68 |
| 24                                   | Alexandra Kunova     | Szlovákia          | 105.86 | 23 38.67 | 23 67.19 |
| Nem mutathatták be kűrjüket          |                      |                    |        |          |          |
| 25                                   | Anne Line Gjersem    | Norvégia           | 34.66  | 25       |          |
| 26                                   | Irina Movcsan        | Ukrajna            | 31.43  | 26       |          |
| 27                                   | Clara Peters         | Írország           | 30.91  | 27       |          |
| 28                                   | Birce Atabey         | Törökország        | 30.50  | 28       |          |
| Nem mutathatták be rövidporgramjukat |                      |                    |        |          |          |
| 29                                   | Belinda Schönberger  | Ausztria           |        |          |          |
| 30                                   | Nasztasszia Hribka   | Fehéroroszország   |        |          |          |
| 31                                   | Martina Boček        | Csehország         |        |          |          |
| 32                                   | Cecilia Törn         | Finnország         |        |          |          |
| 33                                   | Marina Seeh          | Szerbia            |        |          |          |
| 34                                   | Hadford Katherine    | Magyarország       |        |          |          |
| 35                                   | Georgia Glastris     | Görögország        |        |          |          |
| 36                                   | Sabina Măriuţă       | Románia            |        |          |          |
| 37                                   | Mirna Libric         | Horvátország       |        |          |          |
| VL                                   | Manouk Gijsman       | Hollandia          |        |          |          |

### Páros
| #  | Versenyző                                 | Ország             | Pont   | RP       | K        |
| -- | ----------------------------------------- | ------------------ | ------ | -------- | -------- |
| 1  | Olena Szavcsenko / Robin Szolkowy         | Németország        | 206.20 | 1 72.31  | 2 133.89 |
| 2  | Juko Kavaguti / Alekszandr Szmirnov       | Oroszország        | 203.61 | 2 69.49  | 1 134.12 |
| 3  | Vera Bazarova / Jurij Larionov            | Oroszország        | 188.24 | 3 62.89  | 3 125.35 |
| 4  | Katarina Gerboldt / Alekszandr Enbert     | Oroszország        | 169.95 | 5 57.50  | 4 112.45 |
| 5  | Stefania Berton / Ondřej Hotárek          | Olaszország        | 164.83 | 4 60.08  | 5 104.75 |
| 6  | Maylin Hausch / Daniel Wende              | Németország        | 149.97 | 6 53.86  | 6 96.11  |
| 7  | Klára Kadlecová / Petr Bidař              | Csehország         | 139.94 | 8 48.45  | 7 91.49  |
| 8  | Stacey Kemp / David King                  | Egyesült Királyság | 128.04 | 7 48.46  | 9 79.58  |
| 9  | Adeline Canac / Yannick Bonheur           | Franciaország      | 125.34 | 9 43.02  | 8 82.32  |
| 10 | Ljubov Bakirova / Mikalai Kamiancsuk      | Fehéroroszország   | 120.72 | 10 41.51 | 10 79.21 |
| 11 | Katharina Gierok / Florian Just           | Németország        | 118.06 | 11 40.70 | 11 77.36 |
| 12 | Carolina Gillespie / Luca Dematte         | Olaszország        | 115.53 | 12 40.11 | 12 75.42 |
| 13 | Natalja Zabijako / Sergei Kulbach         | Észtország         | 106.47 | 14 35.01 | 13 71.46 |
| 14 | Sally Hoolin / Jakub Šafránek             | Egyesült Királyság | 104.16 | 13 36.41 | 14 67.75 |
| 15 | Stina Martini / Severin Kiefer            | Ausztria           | 100.87 | 15 34.74 | 15 66.13 |
| VL | Danielle Montalbano / Evgeni Krasnopolski | Izrael             |        |          |          |

### Jégtánc
| #                                    | Versenyző                                   | Ország             | Pont   | RP       | K        |
| ------------------------------------ | ------------------------------------------- | ------------------ | ------ | -------- | -------- |
| 1                                    | Nathalie Péchalat / Fabian Bourzat          | Franciaország      | 167.40 | 1 66.91  | 1 100.49 |
| 2                                    | Jekatyerina Bobrova / Dmitrij Szolovjov     | Oroszország        | 161.14 | 2 65.46  | 2 95.68  |
| 3                                    | Sinead Kerr / John Kerr                     | Egyesült Királyság | 157.49 | 3 62.87  | 3 94.62  |
| 4                                    | Jelena Iljinih / Nyikita Kacalapov          | Oroszország        | 153.48 | 4 60.93  | 4 92.55  |
| 5                                    | Federica Faiella / Massimo Scali            | Olaszország        | 145.92 | 9 57.18  | 5 88.74  |
| 6                                    | Jekatyerina Rjazanova / Ilja Tkacsenko      | Oroszország        | 145.05 | 5 60.91  | 6 84.14  |
| 7                                    | Nelli Zhiganshina / Alexander Gazsi         | Németország        | 140.69 | 7 57.82  | 7 82.87  |
| 8                                    | Hoffmann Nóra / Zavozin Makszim             | Magyarország       | 140.30 | 6 58.00  | 8 82.30  |
| 9                                    | Pernelle Carron / Lloyd Jones               | Franciaország      | 135.41 | 8 57.23  | 10 78.18 |
| 10                                   | Lucie Myslivečková / Matěj Novák            | Csehország         | 135.35 | 10 54.37 | 9 80.98  |
| 11                                   | Sziobhan Heekin-Canedy / Olekszandr Sakalov | Ukrajna            | 123.27 | 11 49.15 | 11 74.12 |
| 12                                   | Isabella Tobias / Deividas Stagniūnas       | Litvánia           | 121.36 | 12 49.00 | 13 72.36 |
| 13                                   | Nadezsda Frolenkova / Mihajlo Kaszalo       | Ukrajna            | 120.86 | 13 47.73 | 12 73.13 |
| 14                                   | Penny Coomes / Nicholas Buckland            | Egyesült Királyság | 116.47 | 18 44.78 | 14 71.69 |
| 15                                   | Sara Hurtado / Adria Diaz                   | Spanyolország      | 115.81 | 17 44.84 | 15 70.97 |
| 16                                   | Lorenza Alessandrini / Simone Vaturi        | Olaszország        | 115.35 | 14 47.69 | 18 67.66 |
| 17                                   | Allison Reed / Otar Japaridze               | Grúzia             | 114.73 | 16 46.86 | 17 67.87 |
| 18                                   | Federica Testa / Christopher Mior           | Olaszország        | 112.64 | 15 47.52 | 19 65.12 |
| 19                                   | Ramona Elsener / Florian Roost              | Svájc              | 111.86 | 19 42.35 | 16 69.51 |
| 20                                   | Brooke Elizabeth Frieling / Lionel Rumi     | Izrael             | 99.63  | 20 41.69 | 20 57.94 |
| Nem mutathatták be kűrjüket          |                                             |                    |        |          |          |
| 21                                   | Irina Shtork / Taavi Rand                   | Észtország         | 38.76  | 21       |          |
| Nem mutathatták be rövidprogramjukat |                                             |                    |        |          |          |
| 22                                   | Nikola Višňová / Lukáš Csolley              | Szlovákia          |        |          |          |
| 23                                   | Kira Geil / Tobias Eisenbauer               | Ausztria           |        |          |          |
| 24                                   | Nagy Zsuzsanna / Fejes Máté                 | Magyarország       |        |          |          |
| 25                                   | Leszia Valadzenkava / Vitali Vakunov        | Fehéroroszország   |        |          |          |
| 26                                   | Henna Lindholm / Ossi Kanervo               | Finnország         |        |          |          |
| 27                                   | Krisztina Tremaszova / Dimitar Licsev       | Bulgária           |        |          |          |